# Taufstein des Wormser Doms

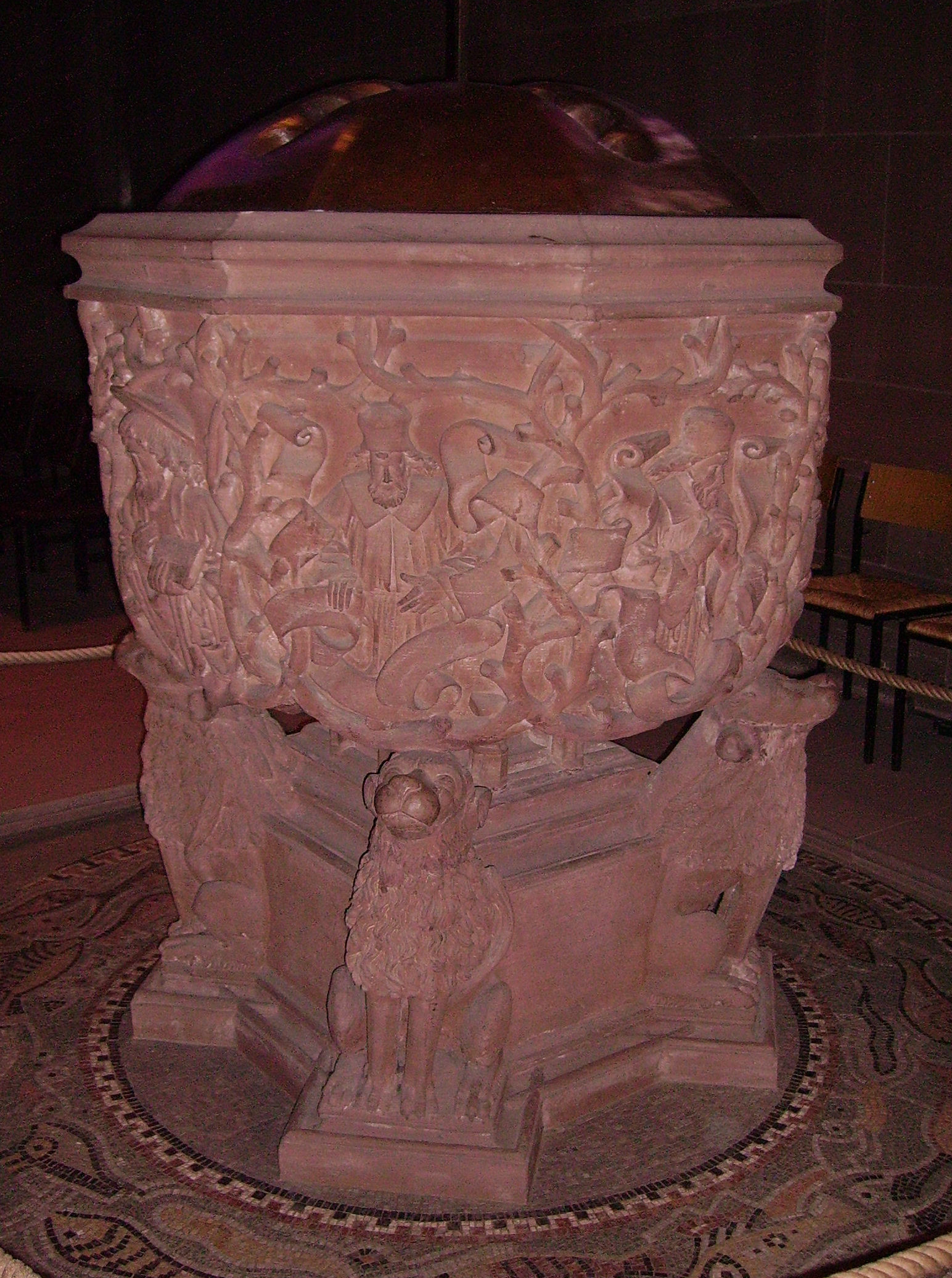
Taufstein des Wormser Doms

Der spätgotische Taufstein des Wormser Doms entstand zwischen 1484 und 1488. Er gilt als Vorbild für die sogenannten Löwentaufsteine im Gebiet des ehemaligen Bistums Worms. Das sandsteinerne Taufbecken stand ursprünglich in der Wormser Johanneskirche, die als Baptisterium diente. Nach deren Abriss im 19. Jahrhundert wurde es in die Nikolauskapelle des Doms verbracht.

## Gestaltung
Der mannshohe (1,65 m) Taufstein folgt der ab Mitte des 15. Jahrhunderts modernen Form eines Kelchs: Bodenplatte, Sockel, Schaft und Kuppa.
Über einer achteckigen, abwechselnd vor- und zurückspringenden Bodenplatte erhebt sich der viereckige, schlichte Sockel. Auf den vorspringenden Teilen der Bodenplatte sitzen vier Löwenfiguren. In Höhe der Mähnen springt der Sockel treppenartig zurück, verjüngt sich und bildet so den Schaft. Darüber erhebt sich die gewaltige, ebenfalls achteckige Kuppa, die zusätzlich auf den Köpfen der Löwen ruht. Die vier Löwen sind wachsam und sprungbereit, jedoch mit einem freundlichen Gesichtsausdruck dargestellt.
Aus dem Schaft entspringt, noch abstrakt, Astwerk, um sich über die Kuppa zu ziehen und diese in acht Felder zu gliedern. In den Feldern befinden sich halbplastische Darstellungen von Johannes dem Täufer und sieben weiteren Personen aus dem Alten Testament mit Spruchbändern. Die weiter dargestellten Personen sind: David, Jesus Sirach, Ezechiel, Jesaja, Sacharja, Jeremia und Joel. Den Abschluss der Kuppa bildet ein mit Kehlen und Stegen gestaltetes Profil.

Kuppa (gegen den Uhrzeigersinn umschritten)
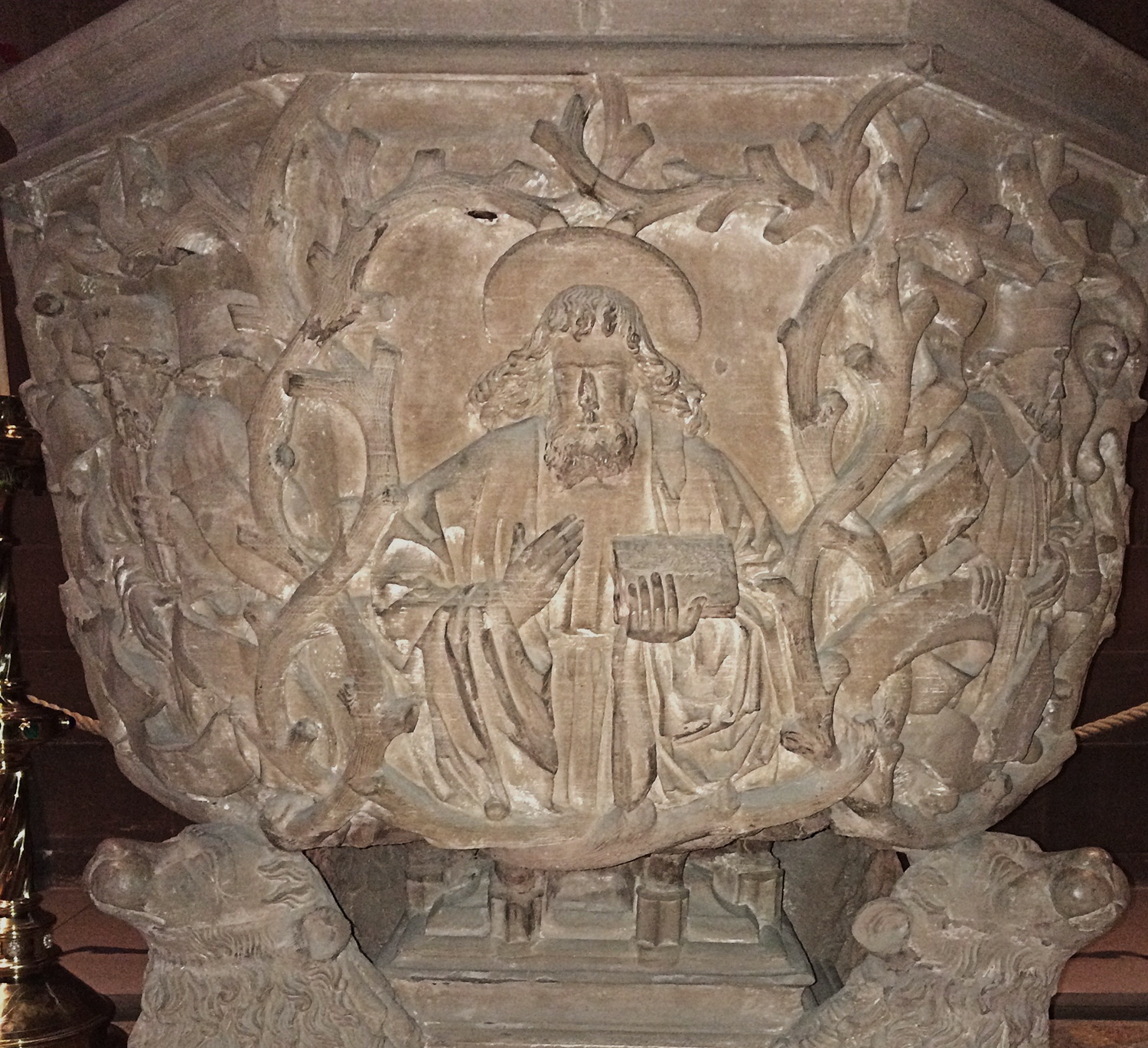
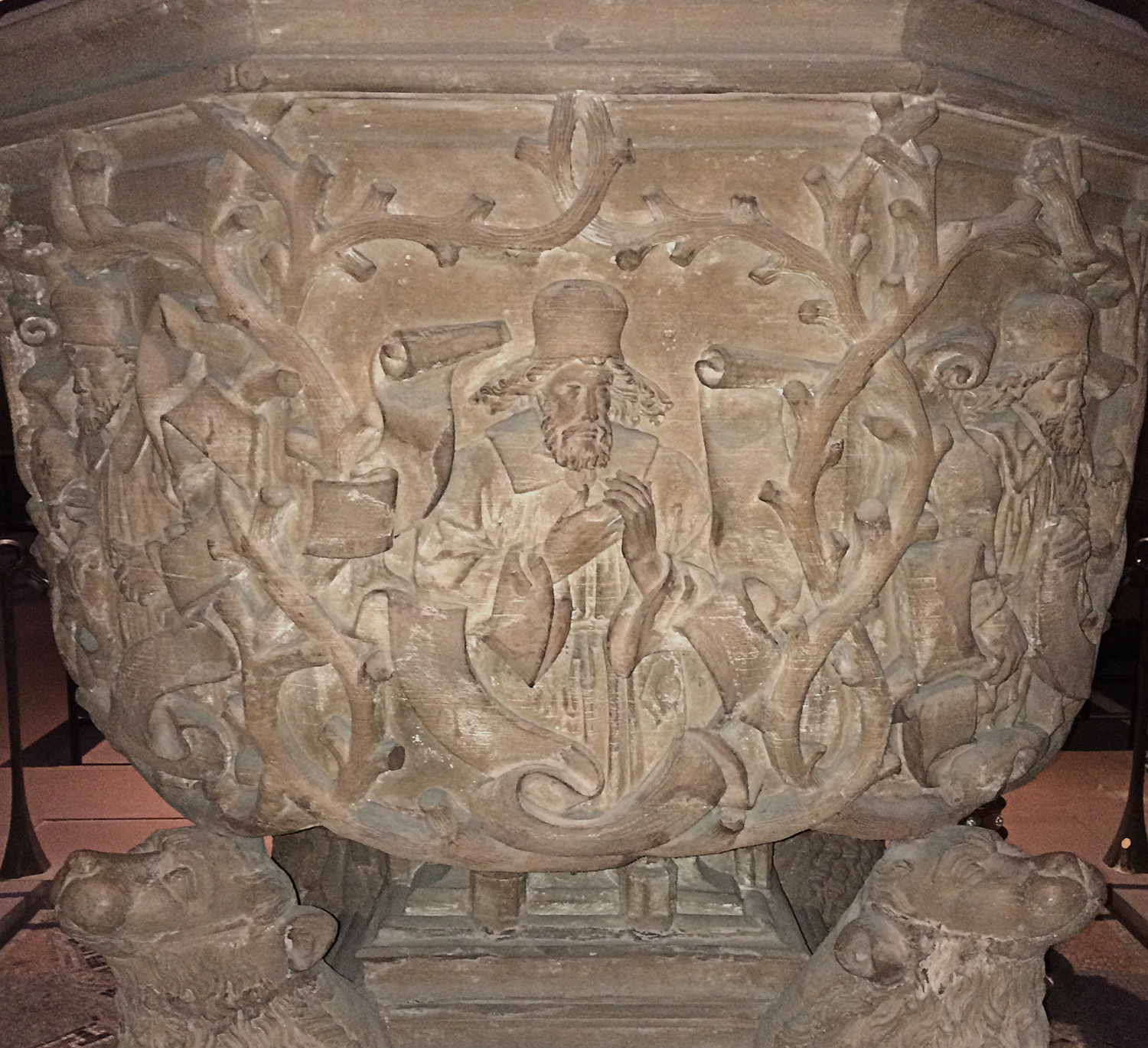
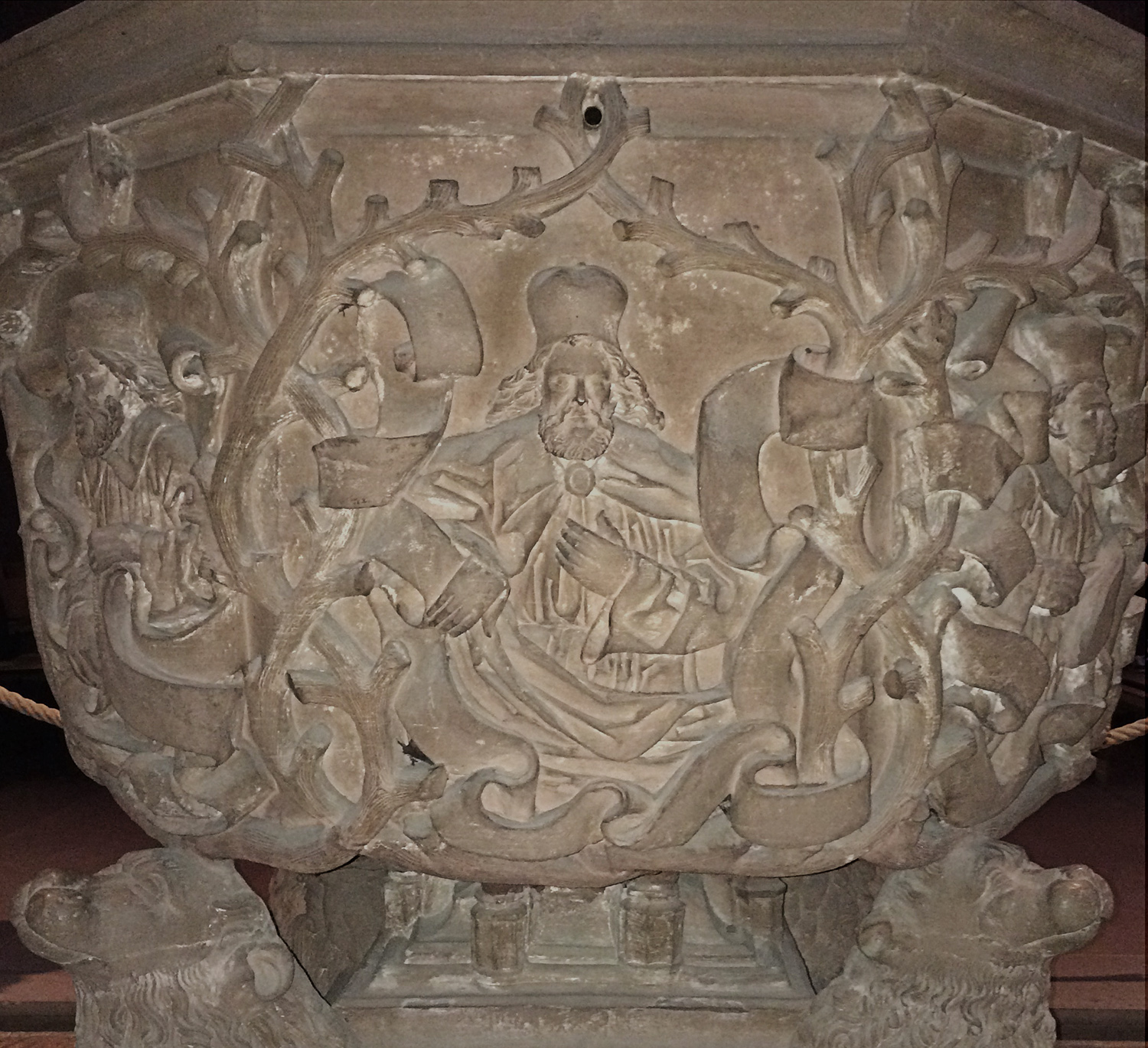
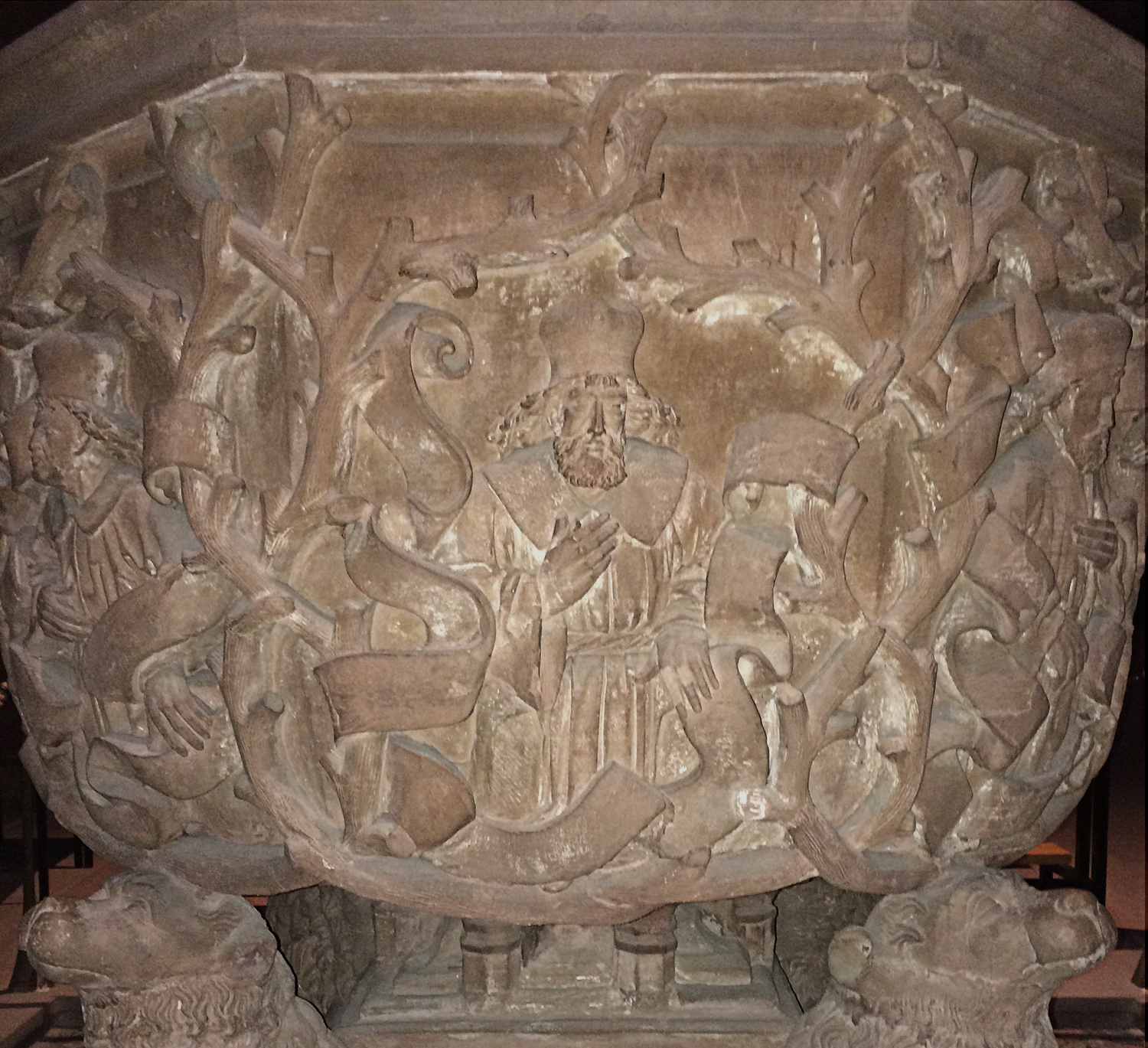

## Stilprägung und Vorbild derLöwentaufsteine

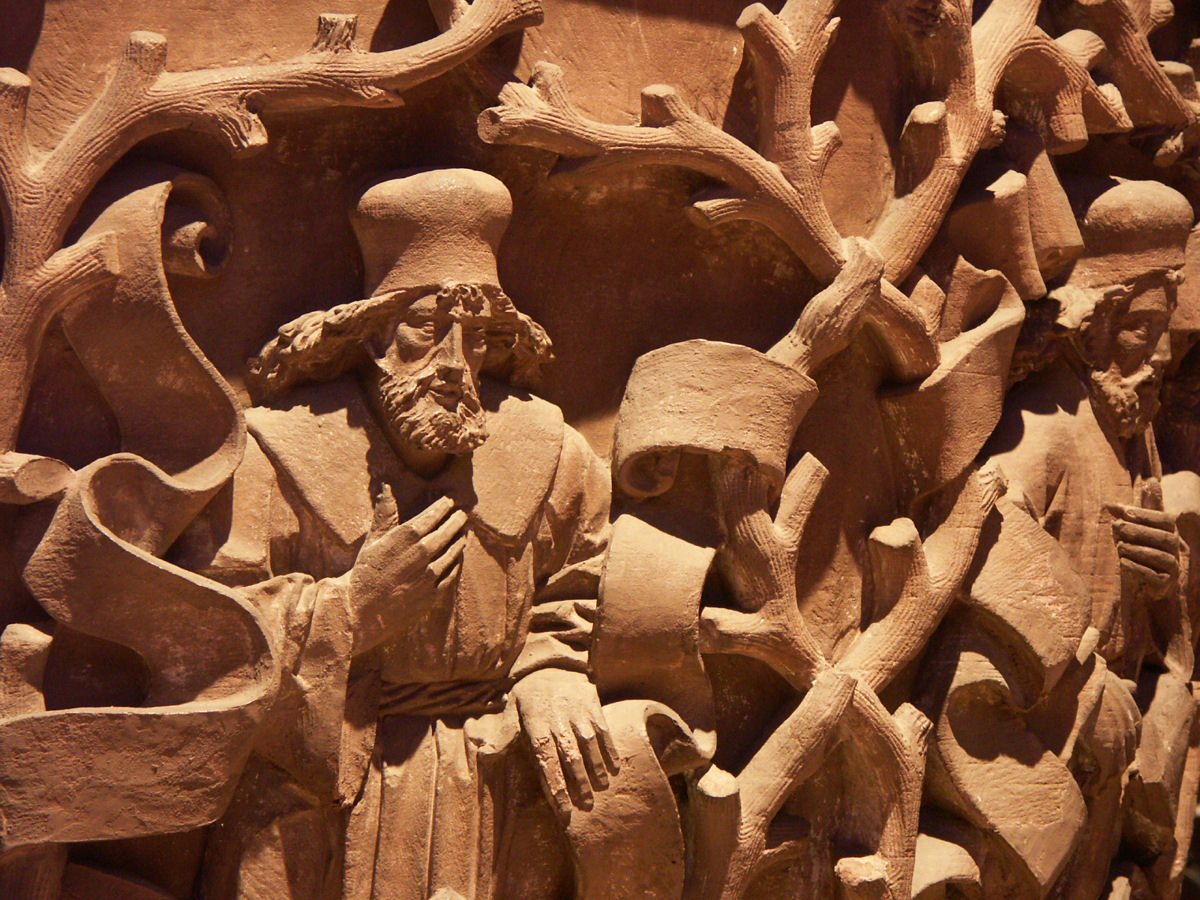
Detail des Astwerks mit Propheten

Die Kelchform war zur Entstehungszeit bereits üblich, jedoch gab es Unterschiede in der künstlerischen Gestaltung. Otto Böcher unterscheidet (grob zusammengefasst) zwischen Maßwerk-Typus (Lilien-M.T. und Fischblasen-M.T.) und Astwerk-Typus. Der Lilien-Maßwerk-Typus findet sich eher im Großraum des Bistums Mainz, der Fischblasen-Maßwerk-Typus in dem des Bistums Worms. Beide Gestaltungsarten, mit Maßwerk bzw. Astwerk, kamen ungefähr zur gleichen Zeit auf, jedoch unabhängig voneinander und wurden in den folgenden Jahren bis zum Ende des ersten Viertels des 16. Jahrhunderts ausgeführt.
Vorbild aller Astwerk-Typen ist der Taufstein des Wormser Doms, dessen Novum das mehrfach verschlungene, tauartig geriefelte Astwerk darstellt, durch welches er vom Schaft aus über die Kuppa geschmückt ist. Hierdurch ist er in Aufbau und Stil prägend für eine ganze Reihe anderer Taufsteine, der sogenannten Löwentaufsteine, in der Region des ehemaligen Bistums Worms im späten 15. und frühen 16. Jahrhundert. Böcher weist insgesamt 25 vom Wormser Taufstein beeinflusste Taufbecken nach, wobei die Taufsteine in Guntersblum, Sausenheim und Colgenstein am engsten dem Wormser Vorbild folgen. Stärker variiert wurde die Gestaltung in Rüssingen, Kleinbockenheim, Rodenbach, Quirnheim und Mertesheim.